# 天主教朱诺教区
天主教朱諾教區（拉丁語：Diocesis Junellensis）是美國一個羅馬天主教已撤銷教區。
1873年開教。1951年6月23日設立教區。聖座於2020年5月19日因決定將此教區與安克雷奇總教區合併為安克雷奇-朱諾教省而撤銷此教區。